# Nyctopais mysteriosus
Nyctopais mysteriosus är en skalbaggsart som beskrevs av Carl Gustaf Thomson 1858.
Nyctopais mysteriosus ingår i släktet Nyctopais och familjen långhorningar. Artens utbredningsområde är Gabon. Inga underarter finns listade i Catalogue of Life.